# Fritz Stein (Pfarrer)
Fritz Stein (eigentlich Friedrich Stein; * 31. März 1879 in Hertershofen; † 14. März 1956 in Heilbronn) war ein deutscher Theologe. Er engagierte sich im sogenannten Kirchenkampf gegen die Gleichschaltung der Evangelischen Kirche. 

## Leben
Fritz Stein war das jüngste von vier Kindern eines Landwirts. Ab 1886 besuchte er die Volksschule in Hausen am Bach; ab 1890 erhielt er vom örtlichen Pfarrer Lateinunterricht und Unterricht in weiteren gymnasialen Fächern, so dass er 1892 aufs Reutlinger Gymnasium wechseln konnte, wo er 1897 das Abitur ablegte. Danach studierte er bis 1901 Theologie in Tübingen und arbeitete dann in verschiedenen Gemeinden als Vikar, ehe er 1906 das zweite theologische Examen bestand und Stadtpfarrverweser in Lorch wurde. Im selben Jahr absolvierte er eine Studienreise nach Italien und erhielt eine Stelle als Stadtvikar in Heilbronn. 1908 heiratete er Mathilde Hornberger aus Tübingen, mit der er seit 1902 verlobt gewesen war. Aus der Verbindung gingen keine Kinder hervor; das Ehepaar Stein adoptierte aber Fritz Steins gleichnamigen Neffen, der später ebenfalls Theologe wurde. 

### Die ersten Jahre in Heilbronn
Stein arbeitete in Heilbronn zunächst als Sekretär des Evangelischen Jünglingsvereins. 1911 erhielt er die Stadtpfarrstelle für den Südbezirk, die spätere Heilbronner Südgemeinde. Diese war zunächst in einem Saal in der Südstraße 156 beheimatet. Ab 1912 war Fritz Stein der achte Stadtpfarrer in Heilbronn. Zugleich arbeitete er weiter für den CVJM und diverse diakonische Einrichtungen. 
Während des Ersten Weltkrieges und der schwierigen Zeit danach leistete Stein auch viel praktische Hilfe in seiner Gemeinde. Für seinen Einsatz im Sanitätsdienst beim Roten Kreuz erhielt er das Charlottenkreuz, das Verdienstkreuz für Kriegshilfe, die Rote-Kreuz-Medaille III. Klasse und die Rote-Kreuz-Medaille II. Klasse. Ab 1922 war er Vorstand des Heilbronner Stadtdiakonissenvereins. Dieser Verein richtete unter Steins Leitung ein Krankenhaus für rachitische Kinder in der Villmatstraße 13 ein. Fritz Stein versorgte bedürftige Gemeindemitglieder mit Lebensmitteln und anderen notwendigen Dingen, bis ihm dies 1934 verboten wurde. In dienstlichen Beurteilungen, die aufgrund seiner Bewerbungen um ein Dekanat erfolgten, wurden seine praktischen Fähigkeiten gelobt. Allerdings bevorzugte man für bestimmte Stellen eine „feiner konstruierte Persönlichkeit“.
1925 konnte in Köln eine Holzkirche gekauft werden, die dann an der Heilbronner Südstraße aufgestellt wurde. Diese erste Heilbronner Südkirche, im Volksmund Schokoladenkirchle genannt, wurde am 15. November 1925 eingeweiht. 1932 beschloss der Kirchengemeinderat, eine neue Kirche für die wachsende Südgemeinde bauen zu lassen. Die Martin-Luther-Kirche wurde am 17. Juni 1934 eingeweiht. Fritz Stein, der auch den Namen für die neue Kirche vorgeschlagen hatte, hielt die Festpredigt – in Abwesenheit des Oberbürgermeisters Heinrich Gültig und des Kreisleiters Richard Drauz, mit denen er sich bereits überworfen hatte, indem er sich auf kirchenpolitischem Gebiet sehr entschieden geäußert hatte.

### Der Kirchenkampf
Die Deutschen Christen hatten 1933 durchgesetzt, dass Ludwig Müller preußischer Landes- und außerdem Reichsbischof wurde. Damit sollte er auch Vorgesetzter aller Landesbischöfe werden. Dies stieß in Württemberg und Bayern auf Widerstand. In Württemberg hatte die Kirchenleitung mit den Deutschen Christen zunächst eine Landessynode ausgehandelt, in der diese, ohne dass die anbefohlene Wahl stattgefunden hätte, eine knappe Mehrheit hatten. Fritz Stein hatte frühzeitig Bedenken gegenüber diesem Konstrukt und trat bald dem Pfarrernotbund um Martin Niemöller bei. Er wurde Vertrauensmann und Leiter der Heilbronner Gruppe des Landesbruderrates. 
Nachdem am 14. April 1934 per Radiomeldung verbreitet worden war, der Synodalausschuss habe dem Landesbischof Theophil Wurm das Vertrauen entzogen und es sei dadurch ein Kirchennotstand eingetreten, berief Stein am nächsten Tag eine Kirchengemeinderatssitzung ein, in der er diese Meldung als unrichtig analysierte. In Wirklichkeit, so erläuterte er, gehe es den Machthabern um die Unterstützung der Deutschen Christen, nachdem diese ihre Mehrheit in der Synode verloren hätten. Im Anschluss daran wurde ein Telegramm an den Reichsbischof geschickt, in dem sich der Kirchengemeinderat solidarisch mit Landesbischof Wurm erklärte und um Aufhebung der Notverordnungen bat, da in Württemberg kein kirchlicher Notstand vorhanden sei. Die Heilbronner Pfarrer richteten auch ein Schreiben mit einer Solidaritätsbekundung an Wurm. In der Südkirche wurden von nun an wöchentlich Besprechungen durchgeführt, in denen die Ziele der Deutschen Christen und die Grundsätze der Bekennenden Kirche thematisiert wurden. In einem Schreiben an Drauz verwahrte sich Stein 1934 gegen den Vorwurf, eine „Wühlmaus“ zu sein und erklärte, er führe seinen Kampf gegen die Deutschen Christen im Gegenteil ganz offen, sei aber gleichzeitig „dem Staat Adolf Hitlers mit ganzer Seele verbunden“. Drauz nahm ihm das Schreiben dennoch sehr übel und erklärte bei einer Versammlung des Pfarrernotbundes am 4. Juni 1934, er hätte Stein deswegen verhaften lassen, wenn er nicht Pfarrer wäre, und einem anderen würde er für solche Äußerungen „rechts und links an die Backen hinhauen“. Weitere Schreiben des Pfarrers verbat er sich. 
Stein und die anderen Heilbronner Stadtpfarrer, nicht aber Dekan Karl Hoß, bekundeten aber auch weiterhin ihrem Landesbischof die Solidarität, auch nachdem im Reichskirchengesetzblatt im September 1934 eine Verordnung bekannt gemacht worden war, nach der auch die württembergische Landeskirche der deutsch-christlichen Reichskirche eingegliedert werden sollte. Wenig später übernahmen die Deutschen Christen in der württembergischen Landeskirche die Macht. Am 30. September 1934 stattete Reichsbischof Ludwig Müller Heilbronn einen Besuch ab und redete sowohl in der Kilianskirche als auch bei einer Kundgebung auf dem Marktplatz. Er wurde aber von den Pfarrern nicht empfangen – Dekan Hoß bildete die einzige Ausnahme.
Stein organisierte indes eine Unterschriftenaktion für den Landesbischof und schickte schließlich über 3000 Unterschriften nach Berlin, woraufhin er mehrfach von der Gestapo verhört und immer wieder kontrolliert wurde. Dennoch wich er nicht von seiner Haltung ab. 1935 etwa, als der Reichsbischof wieder nach Heilbronn kommen sollte, veranlasste er viele Amtskollegen und Gemeinden, Protestbriefe dagegen nach Berlin zu schicken.
Die Solidaritätsbekundungen mit dem Landesbischof in Württemberg erregten schließlich auch im Ausland Aufmerksamkeit, so dass Hitler es für klüger hielt, einen Rückzieher zu machen. Im November 1934 wurde gerichtlich festgestellt, dass gegen Theophil Wurm unrechtmäßig vorgegangen war. In Heilbronn wurde die Vertrauensfrage an Dekan Karl Hoß gestellt und dieser musste zurücktreten. Sein Nachfolger Julius Rauscher bekam allerdings die Aversionen der Partei und der Stadtverwaltung nach diesem erzwungenen Amtswechsel zu spüren. 
Fritz Stein, seit 1937 verwitwet, wurde 1938 Dekan in Knittlingen; 1939 zog er mit dem Dekanat nach Maulbronn um. Eingaben von Gemeindemitgliedern der Südkirche in Heilbronn an den Oberkirchenrat, Stein wieder in die Stadt zurückzuberufen, wurden nicht berücksichtigt. Stein verfolgte seine Linie auch an seinen neuen Wirkungsorten weiter. Unter anderem wehrte er sich dagegen, das evangelische Seminar in Maulbronn in die Hände der NSDAP zu geben, hatte damit aber keinen Erfolg.
In der Nachkriegszeit kehrte Fritz Stein nach Heilbronn zurück. Ab 1949 wohnte er wieder in seinem Haus im Hartmannweg 24. Ab Mai 1949 pensioniert, arbeitete Stein unter anderem noch in der Krankenhausseelsorge weiter, ehe er aus gesundheitlichen Gründen 1955 seine Tätigkeiten aufgeben musste.